# Thalassodes pantascia
Thalassodes pantascia là một loài bướm đêm trong họ Geometridae.